# Mondsee Straße
Die Mondsee Straße (B 154) ist eine Landesstraße in Österreich. Sie hat eine Länge von 33 km und führt von Straßwalchen im Salzburger Flachgau durch das oberösterreichische Mondseeland, und anschließend in das wieder salzburgische Wolfgangseegebiet nach Sankt Gilgen.

## Verlauf
Die Straße zweigt in Straßwalchen von der B1 Wiener Straße (Wien – Salzburg), hier Salzburgerstraße genannt, ab, und heißt anfangs Mondseerstraße, der Name geht dann aber auf die alte Trasse näher zur Westbahn über. Sie verlässt den Ort in südöstlicher Richtung über Thalham und passiert Irrsdorf. Bei Oberhofen-Römerweg quert sie die Landesgrenze (km 3,8) und führt über die Westbahn. Bei Wegdorf quert sie den Talpass ins Mondseeland (587 m ü. A.). Sie passiert dann den Irrsee (Zellersee) und den Ort Zell am Moos östlich. Hier zweigt die L1281 Vöcklatalstraße Richtung Frankenmarkt ab. Die B154 erreicht bei Weissenstein das Mondsee-Tiefgrabener Gewerbegebiet. Dort befindet sich die Anschlussstelle Mondsee der A1 West Autobahn (Exit 264). Danach folgt die Abzweigung der L1279 Mondseebergstraße, die über den Richtung Mondseeberg und dann zur Vöcklatalstraße führt. In Mondsee verläuft die B154 westlich des Ortszentrums zum Mondsee, dessen Westufer sie nun folgt. Hier liegt am Seeufer die Abzweigung der B151 Attersee Straße nach Südosten (Mondsee-Ostufer), und danach bei Höribach die Abzweigung der L539/L103 Thalgaustraße westwärts über Thalgau Richtung Salzburg. Dazwischen heißt sie Mondseestraße.
Über St. Lorenz, das etwas abseits unter der Drachenwand liegt, und etwas ab vom See führt die Straße nach Plomberg. Nun beginnt eine kurvige Strecke direkt zwischen See und den Bergfuß-Steilwänden bis Scharfling. Hier zweigt, unmittelbar nachdem die Straße wieder ins Land Salzburg wechselt (km 25,8), die L217/L543 Kienbergwandstraße entlang des Mondsee-Südufers Richtung See am Mondsee ab. Die B154 steigt nun zum Pass Scharflinger Höhe (604 m ü. A.) am Schafberg. Vorbei am kleinen Krotensee, Schloss Hüttenstein und über Winkl führt sie zum Nordufer des Wolfgangsees. Diesem folgt sie noch ein Stück, hier heißt sie Billrothstraße, Mondseestraße ist der Name der heutigen Ortsstraße am See. Sie mündet bei km 31,6 in St. Gilgen in die B158 Wolfgangsee Straße, der Straße von Salzburg nach Bad Ischl.

## Geschichte

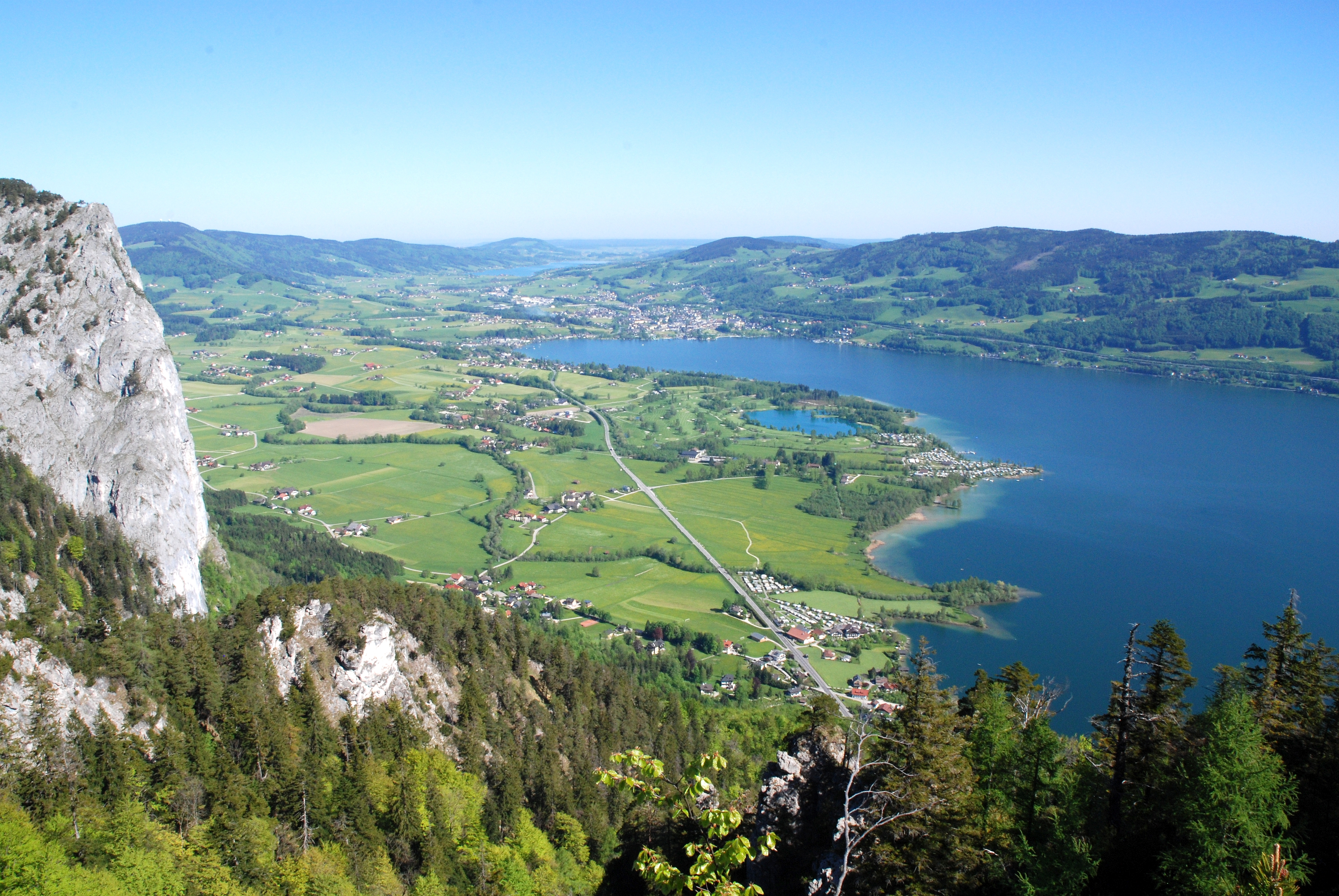
Mondsee mit St. Lorenz mit der Mondsee Straße

Von Straßwalchen bis St. Lorenz am Mondsee verläuft die Straße im ebenen Talgrund der Randalpen. Die Straße ist im Vorland gutteils sicherlich Altstraße, die schon zumindest in die Römerzeit zurückgeht. Der folgende Teil entlang des Mondsees, an den Steilwänden des Almkogels, und über die Scharflinger Höhe ist gebirgigen Charakters. Bis in die Neuzeit war die Trasse am Mondsee unpassierbar, der Scharflinger Seewinkel war nur per Boot erreichbar. Erst Anfang des 16. Jahrhunderts wurde ein steiler Fuhrweg über die Scharflinger Höhe errichtet. Den Flachlandteil kontrollierten im Mittelalter die Burgen Straßwalchen, Wildeneck am Irrsee, Wartenfels bei Thalgau und Hüttenstein an der Scharflinger Höhe.
1614 wurden die schon baufällig gewordenen Anlagen von Hüttenstein ausgebessert. Dabei wurden das aus Quadersteinen gewölbte Straßentor „an der Reitt zwischen dem Perge des Mannsee und Abersee“ ausgebessert. In der Zeit der Türkenkriege bekam die Anlage auch den Namen Türkenschanz.
1833 wurde die Trasse am Mondsee neu angelegt, um dem in der Sommerfrische-Zeit gestiegenen Interesse am Weg nach Bad Ischl nachzukommen. 1891 entstand die Ischlerbahn (Salzkammergut-Lokalbahn, SLKB), die von St. Lorenz bis St. Gilgen parallel zur Mondseer Straße verlief, ebenso deren Abstecher St. Lorenz–Mondsee. Diese Bahn wurde aber 1957 abgerissen.
Die 4 km lange Straßwalchen-Irrstorfer Straße und die 5 km lange St. Gilgen-Mondseer Straße gehören zu den 20 Straßen, die im Salzburger Straßengesetz vom 14. Jänner 1873 ausdrücklich als Landesstraßen bezeichnet werden. Beide Strecken endeten an der Landesgrenze. In Oberösterreich wurde die anschließende 14 km lange Strecke bis Mondsee als Mondsee-Straßwalchner Straße bezeichnet.
Diese Bezirksstraße Mondsee–Straßwalchen erhielt 1932 den wohlklingenderen Namen Irrseestraße. Der Name Mondseestraße wurde an die am Nordufer des Mondsees verlaufenden Strecke Thalgau – Mondsee – Unterach am Attersee – Burgau –  Weißenbach vergeben, die seit 1948 als Thalgauer Landesstraße/Thalgaustraße (L103/L539, bis Mondsee) respektive Attersee Straße (B151) und Seeleitenstraße (B152, ab Unterach) bezeichnet wird. Die 8 km lange Straße zwischen Mondsee und Scharfling erhielt in dieser Neubenennung den Namen Drachenwandstraße, diese Straße war vor 1932 Teil der St. Georgen-Mondseer Bezirksstraße (heutige L541 Oberwanger Straße St. Georgen bis Innerschwand, dann B151).
Nach dem Anschluss Österreichs wurde das oberösterreichische Straßennetz nach reichsdeutschem Vorbild neu geordnet. Die Straße zwischen Braunau, Straßwalchen und Sankt Gilgen wurde am 1. April 1940 zur Landstraße I. Ordnung erklärt und durchgehend als L.I.O. 4 bezeichnet.
Die Mondsee Straße in heutiger Form gehörte seit dem 1. Jänner 1949 zum Netz der Bundesstraßen in Österreich. Seit 1. April 2002 steht sie unter Landesverwaltung der beiden Bundesländer.
1959, nach Auflassung der Ischlerbahn, wurde die Strecke Umfahrung St. Lorenz und Plomberg – Scharfling am Seeufer neu trassiert.
1992 wurde die Umfahrung Sankt Gilgen-Billroth errichtet, die ebenfalls die Ischlerbahntrasse nutzt.
Mitte der 2000er wurde die Kienbergwandstraße Scharfling – See am Mondsee, die die St. Gilgener Ober- und Unterburgau anbindet, ausgebaut – das Salzburger Stück der B154 dort stellt die einzige Verbindung zu diesen beiden Ortsteilen dar. Ab dieser Zeit entstanden auch einige Kreisverkehre, so die B1-Anbindung in Straßwalchen (2016, im Rahmen der Ortsumfahrung), mehrere in Mondsee (Weißenstein 2013, A1-Anschluss 2012, Zentrum, Höribach) und in St. Gilgen (B158-Anschluss)